# مدرسة الخليج الإنجليزية في الكويت
مدرسة الخليج الإنجليزية في الكويت (بالإنجليزية: The Gulf English School of Kuwait) (GES) هي مدرسة دولية خاصة، مختلطة، تقع حاليًا في منطقة السالمية، مدينة الكويت. المدرسة لديها تقبل الطلاب الذين تتراوح أعمارهم بين 4-18. تعتمد معظم برامج التدريس على المنهج الوطني لإنجلترا.

## التاريخ
تم افتتاح المدرسة في عام 1980 في سلوى ثم نقلت إلى الرميثية في عام 1996، ثم أخيرًا إلى السالمية في عام 2005، بجوار معرض ليلى وحديقة السالمية. الحرم الجامعي الجديد أصغر من الحرم السابق في الرميثية، رغم أنه أكثر حداثة.
مدرسة الخليج الإنجليزية و مدرسة التكامل الدولية هي مدارس شقيقة.

## خريج متميز
شجون الهاجري ممثلة كويتية

## أعلى سنوات
- 2012: 3 جوائز رياضية، جوائز مدرسية
- 2016: 4 جوائز رياضية، جوائز مدرسية، أفضل الطلاب الكويتيين.[1]

## الجوائز والإنجازات الرياضية

### رياضات
- بطولة الجامعة الأمريكية في الكويت للأولاد لكرة القدم: [2] [3]

2012، 2013، 2014، 2016
- بطولة الجامعة الأمريكية لكرة القدم للبنات في المدرسة الثانوية: [4]

2016
- دوري المدارس الكويتية الخاصة تحت 15 سنة لكرة القدم للبنين:

2012
- بطولة مدارس الكويت الأهلية الابتدائية للبنات الجامعيين:

2016
- بطولة مدرسة الكويت الابتدائية لكرة اليد:

2009، 2011
- بطولة دبي لمدارس الشرق الأوسط للسباحة:

2011
- بطولة أكاديمية سكيبيلز لكرة القدم:

2013
- بطولة مدارس يوني هوك الخاصة للبنين تحت 12 سنة:

2010
- بطولة المدارس الخاصة لكرة القدم للأولاد تحت 16 سنة:

2017
- بطولة ISSFK لكرة القدم للبنين:

2017-18
- بطولة ISSFK الأساسية للسباحة للبنات:

2019

### ألقاب رياضية
- مشرف:9

2005، 2006، 2011، 2014، 2015، 2016، 2017، 2018، 2019
- بيان:4

2009، 2010، 2012، 2013
- السيف:4

2004، 2007، 2008، 2016
- دسمان:1

2008
ملاحظات:
1. 2008 درو السيف ودسمان المركز الأول
2. 2016 مشرف والسيف تعادل المركز الأول

## روابط خارجية
- موقع GES
- مدارس GSGI العليا